# 가와나미촌 (후쿠시마현)
가와나미촌(川南村)은 후쿠시마현 기타아이즈군에 있던 촌이다.

## 역사
- 1889년 4월 1일 - 정촌제 시행에 의해 후루타테 촌, 가미코메즈카 촌, 가미아라이 닛타 촌, 미야키 촌, 아사시마 촌, 가시와바라 촌, 시모코메즈카 촌의 구역을 가지고 성립하였다.
- 1956년 5월 1일 - 아라다테촌과 합병해 기타아이즈촌을 성립하여, 동일 카와미나미촌은 폐지되었다.
- 2004년 11월 1일 - 기타아이즈촌이 아이즈와카마츠시에 편입되었다.

## 교통

### 철도
- 일본국유철도
  - 아이즈선(다다미선)

## 참고문헌
- 角川日本地名大辞典 7 福島県